# Falsodromius
Falsodromius is een geslacht van kevers uit de familie van de loopkevers (Carabidae). De wetenschappelijke naam van het geslacht is voor het eerst geldig gepubliceerd in 1976 door Mateu.

## Soorten
Het geslacht Falsodromius is monotypisch en omvat slechts de volgende soort:
- Falsodromius erythropus (Solier, 1849)